# Rincón de la Vieja
Rincón del la Vieja je aktivní vulkanický komplex nacházející se na severozápadě Kostariky, asi 25 km severně od města Liberia. Tvoří jej několik kráterů a dómů, z nichž je nejvyšší Santa Maria. Okolo tohoto sopečného komplexu se rozprostírá kostarický národní park Parque Nacional Volcán Rincón de la Vieja, který je součástí chráněné oblasti Guanacaste – světového přírodního dědictví UNESCO.
Sopka leží na starší, 15 km široké kaldeře Guachipelín, která vznikla po mohutné explozi (250 mil. m³ sopečných úlomků) zhruba před 3500 lety. Novější aktivita je datována z 18. století. Současně aktivní kráter je vyplněn kyselým vodním jezírkem s průměrem 500 m.

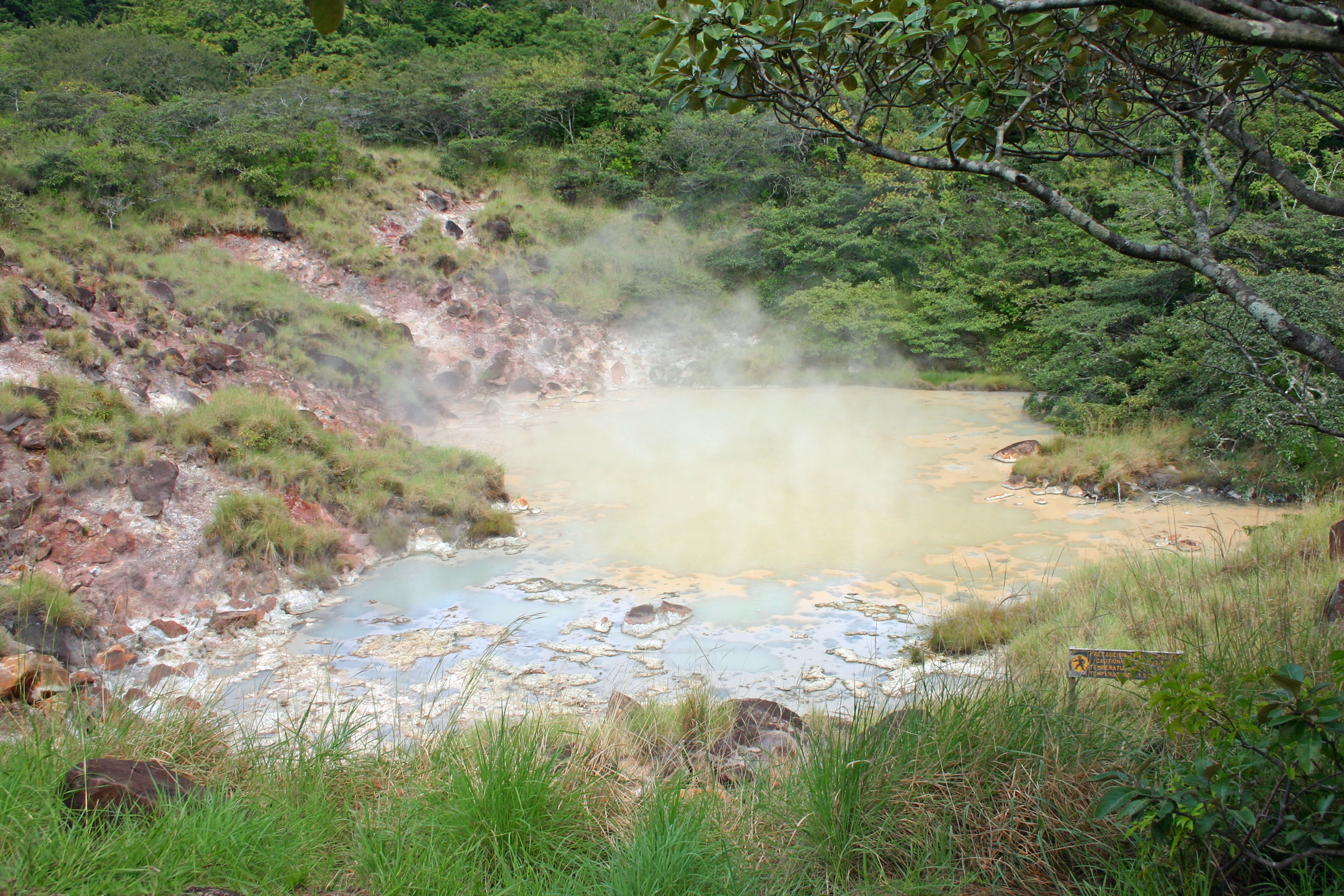
Termální prameny v blízkosti vulkánu

V okolí komplexu se nachází i množství geotermálních zdrojů energie, které zůstávají pro potřeby výroby elektrické energie nevyužity, protože oblast je v zóně národního parku.